# Sidcup
Sidcup is een wijk in het Londense bestuurlijke gebied Bexley, in het zuidoosten van de regio Groot-Londen.

## Geboren in Sidcup
- John Paul Jones (1946), sessiemuzikant, bassist en organist (Led Zeppelin, Them Crooked Vultures)
- Steve Backley (1969), ex-wereldrecordhouder speerwerpen
- Harry Arter (1989), voetballer
- Quentin Blake (1932), illustrator
- Deren Ibrahim (1991), Gibraltarese doelman
- Joseph Blackmore (2003), wielrenner